# Escuela Normal Mariano Moreno
La Escuela Normal Mariano Moreno abre sus puertas en el año 1873 como “Escuela Normal de Preceptoras”, siendo la primera en la provincia de Entre Ríos destinada a jóvenes señoritas, con el cometido de cobijarlas en la enseñanza a fin de que, una vez concluidos sus estudios, se dedicaran como maestras a la noble misión de enseñar.
Escuela pionera en la educación, se convirtió en modelo del normalismo, atravesando el tiempo y los avatares de la historia. 
- Datos: Q5838796